# I tempi cambiano
I tempi cambiano è un singolo del gruppo musicale italiano Negrita, pubblicato il 29 gennaio 2016 come unico estratto dal secondo album dal vivo 9 Live&Live. Il testo del brano porta la firma di Luciano Ligabue

## Video musicale
Il video è stato reso disponibile il 5 febbraio 2016 attraverso il canale YouTube del gruppo. Nel video compaiono i componenti del gruppo vestiti da astronauti.

## Tracce
1. I tempi cambiano – 4:16

## Classifiche
| Classifica (2016) | Posizione massima |
| ----------------- | ----------------- |
| Italia            | 79                |